# Louis Gaudaire
Pour les articles homonymes, voir Gaudaire.
Louis Gaudaire est un prêtre catholique français né le 15 août 1805 à Ménéac et mort le 20 avril 1870 à la Redon à Paris.

## Biographie
Fils de Pierre Gaudaire, juge de paix à La Trinité-Porhoët, et de Marie Anne Chaye, Louis Alexis Marie Gaudaire suit sa scolarité au collège de Josselin puis à celui de Vannes. Tout en poursuivant des études de droit, il devient précepteur de la famille de Gourcuff. Il fait alors la rencontre des abbés Félix Dupanloup et Louis Pétetot, qui le conduisent à rentrer au séminaire Saint-Sulpice. Devenu le disciple du Père Louis, il l'accompagne à Rennes, où se trouve la maison mère des Eudistes. Y terminant son noviciat, il est ordonné prêtre à Noël de l'année 1838.
L'année suivante, son supérieur l'envoie à Redon pour y diriger le nouveau collège installé dans l'abbaye que la Congrégation venait d'acquérir. Il obtient le droit de présenter ses élèves au baccalauréat, par ordonnance du roi Louis-Philippe, dès 1845. L'institution Saint-Sauveur est alors le tout premier établissement libre de Bretagne à obtenir ce certificat.
En 1849, il devient le nouveau supérieur général de la Congrégation de Jésus et Marie, succédant au père Jérôme-Julien Louïs de La Morinière.
Il est par ailleurs chanoine de la cathédrale de Rennes et de la cathédrale de Vannes.

## Sources
- Hippolyte Le Gouvello, Le T.R.P. Gaudaire, supérieur général des Eudistes, Forest et Grimaud, 1870